# 阿説示
阿説示（あせつじ、アッサジ、名前については後述）は釈迦の弟子の一人。釈迦が成道して最初に教えを説いた五比丘の一人である。

## 名前
彼の名前は、経典などにより表記が異なるため、主なものを表記する。
- サンスクリット語：Aśvajit,Aśvaka
- パーリ語：Assaji
- 他の音写：阿湿貝、阿輸波祇、阿説多など多数
- 訳（意訳含む）・意味：馬勝、馬師、馬星、馬宿、無勝など
- 別名：Upasena（音写:烏波西那、優波斯那）

彼と同じAśvajitの名前が『四分津』5や『摩訶僧祇律』16など多数の南北伝の経典・文献に見えるが、これは釈迦の弟子中で悪事を働いた六群比丘の一人であり本項の人物とは別人である。

## 人物
釈迦が成道後に最初に説法した五比丘の一人。バラモン種と思われるが出身などは不明。

釈迦がいまだ太子で出家せんとした際、父王・浄飯王の懇請により、阿若・憍陳如（アニャ・カウンダンニャ）を上首とした五人で釈迦に随行した中の一人。釈迦は苦行林にて6年間苦行したが「これは本当の悟りを得る道ではない」と知りその場を去ったのをみて、彼らは「太子は苦行に耐えられず修行をやめた」と疑い、波羅奈（バラナシー）国の鹿野苑（ろくやおん）へ去った。後に釈迦が成道し鹿野苑へ向かい、阿説示らに初めて四諦八正道の法などを説いた。

彼は威儀端正をもって称されたが、ある時、王舎城（ラージャガハ）で托鉢していたところ、その姿や態度が理に適っているのを見て感じとった舎利弗（シャーリプトラ）が、阿説示の後を追い「あなたの師はどんな人でどんな教えを説いているか？」と問うた。アッサジは仏とその教えの一端を語ると舎利弗はすぐに仏弟子となったという。その為舎利弗は阿説示に死ぬまで恩義を感じ、夜に寝る時も彼がいる方向には足を向けて寝る事がなかったとも伝えられている。